# 長吻複齒脂鯉
長吻複齒脂鯉為輻鰭魚綱脂鯉目琴脂鯉亞目複齒脂鯉科的其一種。

## 分布
本魚分布於非洲剛果河流域。

## 特徵
本魚體呈金褐色，身上具有七道間距相等的黑色斑紋，差不多延伸至腹部。吻部特別尖，因而得名。頭部下部呈銀色，鰭是淺紅褐色，尾鰭顏色最深。背鰭軟條25至26枚；臀鰭軟條13至14枚。體長可達38公分。

## 生態
本魚棲息在雨林的溪流中，性情溫和，喜群游，屬雜食性(偏愛食植)。

## 經濟利用
為觀賞性魚類，飼養時須要有大的游動空間，並提供大量綠色食物。